# 248 German Security Unit

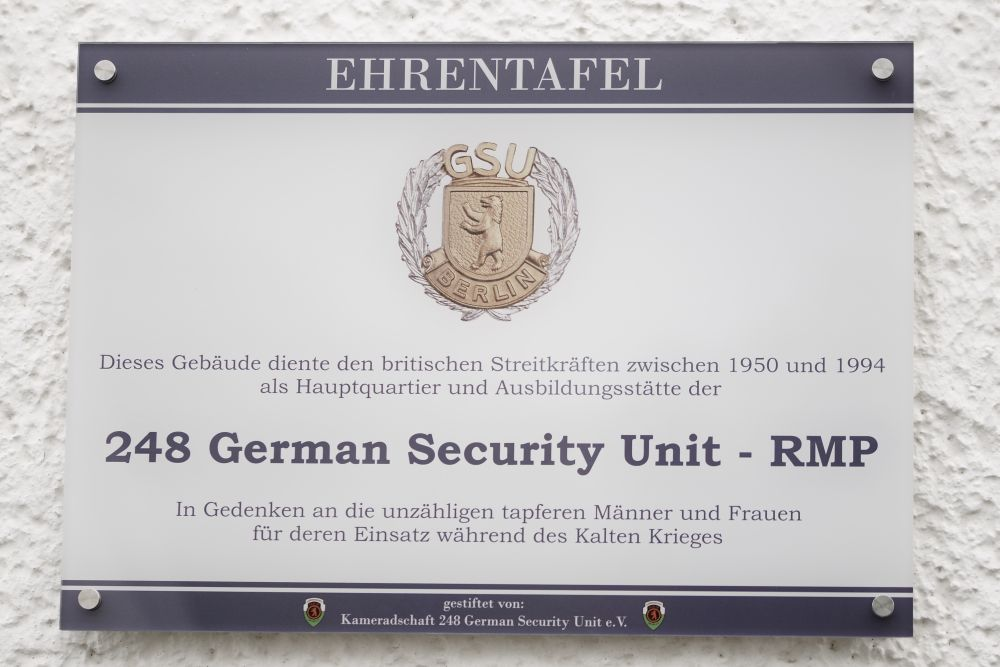
Ehrentafel der 248 German Security Unit in Berlin-Wilhelmstadt (2014)

Die 248 German Security Unit – Royal Military Police (Kurzform: 248 GSU – RMP oder 248 GSU oder GSU) war eine im September 1950 zunächst als reine Wachmannschaft und paramilitärische Einheit errichtete Deutsche Dienstorganisation der Britischen Streitkräfte in Berlin und ab April 1982 die größte und einzige aus vornehmlich deutschen Staatsangehörigen formierte Kompanie der britischen Militärpolizei RMP. Sie führte seit ihrer Aufstellung, abhängig von ihrer jeweiligen Organisationsstruktur, unterschiedliche Bezeichnungen und wurde als Folge der Deutschen Einheit im September 1994 ersatzlos demobilisiert.
Bis zur Eingliederung in die Militärpolizei galt sie als Independent Unit (Unabhängige Einheit) und entsprach während ihrer gesamten Aufstellungszeit einer Motorisierten Infanterieeinheit.

## Auftrag
Primäre Aufgabe der 248 German Security Unit war der Schutz und die Bewachung der wichtigsten Kasernen und Liegenschaften der Britischen Streitkräfte im ehemaligen West-Berlin, um die in der Stadt eingesetzten Soldaten für deren originäre Aufgaben freizuhalten. In den 1950er Jahren konzentrierten sich die Schutzaufgaben vor allem auf die zahlreichen Kohlelager, da es sich bei Kohle um den am dringendsten benötigten Rohstoff jener Zeit handelte.
Die rechtliche Aufgabenzuweisung ergab sich vor allem durch die Allied Kommandatura Berlin/Order (BK/O) und deren nachgeordneten Dienstvorschriften.
Zu den weiteren Wachobjekten der 248 German Security Unit zählten auch das Britische Hauptquartier am Berliner Olympiastadion, verschiedene Kasernen, Munitionsdepots und Kraftstofflager sowie das Britische Militärkrankenhaus. In den 1970er Jahren, nachdem die bisherige Wachmannschaft einen Statuswechsel zu einer Wachpolizei vollzogen hatte, übernahm die Einheit den Schutz weiterer wichtiger Objekte, so u. a. für die Villa Lemm, der Residenz des britischen Stadtkommandanten, für die Residenz des Kommandeurs der Berliner Brigade (Anfang der 1980er Jahre), des NAAFI-Einkaufszentrums Summit House in Berlin-Westend und des Britischen Offiziersclubs. Mit der Übernahme der Residenzen der beiden höchsten Kommandeure wurden der 248 German Security Unit auch erstmals mittelbare Personenschutzaufgaben für die Person des jeweiligen Kommandeurs und dessen Familie übertragen.
Seit Ende der 1960er Jahre war die Einheit in jährliche Manöver eingebunden, deren Intensität sich in den 1980er Jahren nach Eingliederung in das 2. Regiment der Britischen Militärpolizei massiv verstärkte. Über den originären Wach- und Schutzdienst hinaus wäre die 248 German Security Unit auch bei zivilen Unruhen zum Einsatz gekommen, was jedoch in der Praxis nie vorkam.
Als ein Pendant der 248 German Security Unit galt, wenn auch ohne Status einer Wachpolizei, das 6941st Guard Battalion der US-amerikanischen Streitkräfte in Berlin.

## Der Weg zur Deutschen Dienstorganisation
Die historischen Wurzeln der späteren 248 German Security Unit liegen im Jahr 1944, als sich die designierten Hauptsiegermächte mit der Frage auseinandersetzten, in welcher Form in einem besetzten Deutschland Organisationen aus Kriegsgefangenen und Freiwilligen aufgebaut werden könnten, um eigene Soldaten für deren originäre Aufgaben freizuhalten.
Bereits am 13. April 1943 wurde der britische Generalleutnant Sir Frederick E. Morgan Chef der neu eingerichteten Behörde Chief of Staff to the Supreme Allied Commander und somit Stabschef des Oberbefehlshabers der alliierten Streitkräfte in Westeuropa. Morgan arbeitete Pläne aus, die sich auf die Situation des vorzeitigen Endes des Zweiten Weltkriegs aufgrund des Zusammenbruchs des deutschen Widerstandes beschäftigten.
Als Optionen legte Morgan eine mögliche Täuschungsaktion, einen klassischen Invasionsplan, aus dem die Operation Overlord hervorging und schließlich die plötzliche Landung auf dem Kontinent nach dem Zusammenbruch des Widerstands vor.
In Anlehnung an die militärische Erfahrung der Geschehnisse während der letzten Kriegsmonate von 1918 ordnete Morgan am 22. Mai 1943 die Operation Rankin an, weil man abermals von einem plötzlichen Kollabieren der deutschen Truppen ausging. Zunächst kamen die Ausarbeitungen nur schleppend voran, weil in gravierenden Bereichen Uneinigkeit zwischen der britischen und der US-amerikanischen Regierung herrschte. Vor allem die Nachkriegsordnung im besiegten Deutschland und das Eingreifen militärischer Stellen in zivile Verwaltungsangelegenheiten bremsten die Pläne immer wieder aus.
Letztlich wurde ein vorläufiges Konzept noch rechtzeitig zur Quadrant-Konferenz im August 1943 in Québec vorgelegt. Vordergründig wurde, von einer bedingungslosen Kapitulation ausgehend, für die britische Seite bereits festgelegt, dass diese den gesamten nördlichen Raum, also die Niederlande, Dänemark, das Ruhrgebiet und Nordwestdeutschland besetzen sollte. Eine Regelung zu Berlin wurde noch nicht getroffen. Gleichzeitig wurde beschlossen, Militärverwaltungen einzusetzen. Schließlich stimmten US-Präsident Franklin D. Roosevelt und der britische Premierminister Winston Churchill den Plänen zu.
Dennoch gab es viele ungeklärte Fragen und beide Regierungen standen wegen des nahenden „D-Day“ unter Druck. Diese Punkte wurden schließlich nach der Landung in der Normandie im Juli 1944 in 72 Studien unter dem Decknamen Operation Talisman zusammengefasst.

### Operation Eclipse
Die Operation Talisman regelte alle wesentlichen Belange, die seitens des Militärs nach dem Ende des Zweiten Weltkriegs als vorrangig bewertet wurden. Darunter fiel nicht nur die Entwaffnung der deutschen Streitkräfte und die Kontrolle der Entwaffneten, sondern auch die Übernahme von Kriegsmaterial, die Versorgung von Kriegsgefangenen und vor allem die Umsetzung der Direktiven der Besatzungsmächte.
Nachdem die festgelegten Besatzungszonen sowie weitere Ergänzungen in der Zweiten Québec-Konferenz am 16. September 1944 beschlossen wurden, ist die Operation Talisman schließlich in Kraft getreten. Dieser Tag steht historisch betrachtet somit auch als eine Art Gründungsakt der späteren German Security Unit, weil die dort festgelegten Parameter der Nachkriegsordnung auch den Aufbau alliierter Dienstgruppen vorsahen.
Nach einer Kompromittierung des ursprünglichen Decknamens Talisman, erfolgte im November 1944 die Umbenennung in Operation Eclipse.
Vorgesehen war, dass die Operation Eclipse zunächst nur stufenweise bis zur Besetzung Deutschlands umgesetzt werden sollte. Für die Okkupation waren zwei alliierte Heeresgruppen vorgesehen, die 21st (UK) Army Group sowie die 12th (US) Army Group, welche nunmehr ihre eigenen Pläne ausarbeiteten. Obwohl erst dann vorgesehen, wenn es zur Unterzeichnung einer Gesamtkapitulation gekommen oder der mehrheitliche Teil der deutschen Streitkräfte kapituliert oder in Gefangenschaft genommen wäre, erfolgte die Umsetzung der Operation Eclipse tatsächlich bereits in Teilen vor dem Ende des Zweiten Weltkriegs.
Der ausgeklügelte Plan sah auch vor, die deutschen Streitkräfte zwar zu entwaffnen, jedoch nicht in Gänze aufzulösen. Vielmehr war geplant, ihnen Einrichtungen zuzuweisen und sich selbst zu verwalten. Vor allem Churchill sprach sich gegen eine schnelle Auflösung der Wehrmacht aus, weil er einen kriegerischen Konflikt mit der Sowjetunion nicht ausschloss und somit auf bereitwillige deutsche Soldaten zurückgreifen wollte. Darin begründet ist auch der Umstand, dass die Wehrmacht letztlich erst im August 1946 offiziell aufgelöst wurde.
Bereits im Juli 1945 ließ Churchill im Britischen Sektor Arbeitskompanien aufstellen, bei denen es vordergründig nicht um die Aufrechterhaltung von Disziplin und Ordnung, sondern vielmehr um die Wiederherstellung der Sicherung des öffentlichen Lebens und einer intakten Infrastruktur ging. Hierbei wollte man vor allem auf die militärisch geschulten und als diszipliniert bekannten Deutschen zurückgreifen.

### Geburtsstunde der German Service Organisation
Am 1. Oktober 1945 wurde aus den bestehenden Arbeitskompanien in Hamburg der neu organisierte Labour Service gebildet, dem Anfang 1946 noch etwa 140.000 deutsche Kriegsgefangene angehörten, die in ganz unterschiedlichen Bereichen zum Einsatz kamen. So wurden Teilbereiche des Labour Service in den Deutschen Minenräumdienst integriert, dessen Angehörige die zahlreichen Kriegs-Seeminen zu bergen und zu entschärfen hatten.
1947 wurde der Labour Service erneut reformiert und in Alliierte Dienstgruppen, später als Deutsche Dienstorganisation bezeichnet, zusammengefasst, aus denen im Sommer die German Civil Labour Organisation hervorging, die schließlich am 21. Oktober 1950 mit einer Gesamtstärke von 60.000 Mann in German Service Organisation (GSO) umbenannt wurde. In ihr waren deutsche Staatsangehörige in den verschiedensten Berufen und Verwendungen eingesetzt, so auch im klassischen Handwerksbereich, als Kraftfahrer, als Köche oder im Sicherungsdienst.
Einer besonderen historischen Bedeutung wurde sämtlichen Deutschen Dienstorganisationen im Zusammenhang mit der Gründung der Bundeswehr zuteil. Im Blickpunkt standen nicht nur die geordnete Auflösung der Wehrmacht und die Wiederherstellung des öffentlichen Lebens und der Infrastruktur, sondern auch die Frage der Wiederbewaffnung Deutschlands, denn bereits 1947 vermuteten die westlichen Siegermächte eine stetig wachsende Bedrohung durch die Sowjetunion.
1950 stellten die Deutschen Dienstorganisationen zwar keine eigenen Truppen im militärischen und politischen Sinne dar, jedoch leisteten sie von Beginn an einen erheblichen Beitrag zur Einsatzfähigkeit der alliierten Streitkräfte. Die inzwischen etwa 140.000 Männer der Dienstgruppen sollten demnach auf 200.000 Mann aufgestockt werden, wobei sich alle Beteiligten darüber einig waren, dass nur ein Bruchteil auch „verteidigungstauglich“ war.
Im Unterschied zu den anderen Siegermächten konzentrierten die Briten die Aufgaben der GSO vornehmlich auf die Unterstützung der eigenen Streitkräfte. Insgesamt betrachtete man die Entwicklung der deutschen Dienstgruppen auch politisch sehr skeptisch. Mit Aufbau der Europäischen Verteidigungsgemeinschaft im Jahre 1951 sah man in den Dienstgruppen eine Art Beitrag für den Verteidigungsfall. Die Bundesregierung drängte auf eine statusrechtliche Lösung, denn im Kriegsfall wären die Dienstgruppen innerhalb der alliierten Streitkräfte eingesetzt worden. Somit drohte auch die Frage der Souveränität der jungen Bundesrepublik nahezu daran zu scheitern, dass die Alliierten selbst „deutsche Streitkräfte“ aufstellen würden, ohne die Bundesregierung mit einzubeziehen. Bundeskanzler Konrad Adenauer, der 1945 durch die Briten als Oberbürgermeister von Köln wegen „Unfähigkeit“ abgesetzt wurde, würdigte zwar das Wirken der USA als Besatzungsmacht, unterließ es aber nicht, den britischen Plänen scharf entgegenzutreten.
Mit dem Beitritt zur NATO erfolgte ab dem 12. November 1955 die Einberufung der ersten Soldaten in die neu aufgestellte Bundeswehr. Ein Vertrag regelte zudem, dass die Deutschen Dienstgruppen bis zum 7. Mai 1957 aufzulösen wären. Verbleiben durften nur wenige ausländische Dienstgruppen oder zivile deutsche Arbeitseinheiten. Die Überlegung, komplette Dienstgruppen in die Bundeswehr zu übernehmen, wurde fallen gelassen.

## Independent Unit (1950–1982)
Auch in Berlin, das als Sektorenstadt einem besonderen Statut unterlag, stellten die West-Alliierten Deutsche Dienstorganisationen auf. Die USA und Großbritannien entschieden sich zudem, neue Teil-Einheiten aus den bereits bestehenden Strukturen zu bilden, die, uniformiert und bewaffnet, den Schutz ihrer wichtigsten Liegenschaften übernehmen sollten.
Für den Britischen Sektor erließ der Stabschef des 1. Corps der Rheinarmee am 18. Oktober 1950 den abschließenden und rückdatierten Befehl zur Aufstellung der German Service Organisation Berlin (Watchmen’s Service), Kurzform: GSO Berlin (W.S.), zum 1. September 1950. Der oft genannte 1. Dezember 1950 als Aufstellungstag ist unzutreffend, bezeichnet aber die tatsächliche Mobilisierung und Indienststellung der Einheit.
Der 1. September 1950 ist daher vor allem als formelle Datierung zu werten, die in erster Linie haushalts- und statusrechtliche Hintergründe aufwies. Zudem galt es auch, organisatorische und strukturelle Belange zu klären, da die Berlin Brigade der Britischen Streitkräfte rechtlich nicht zur Rheinarmee und somit auch nicht zur Northern Army Group gehörte. Allerdings wurden aber Angelegenheiten wie die Aufstellung neuer Einheiten, tatsächlich durch die Rheinarmee entschieden und umgesetzt.
Der Zusatz „Watchmen’s Service“ stellte eine Abgrenzung zu den noch bestehenden übrigen GSO-Einheiten dar. Bemerkenswert ist hierbei, dass der Zusatz in unterschiedlichen Schreibvarianten und sowohl in Plural- als auch in Singularform im Schriftverkehr und auf Dokumenten auftrat. Ebenfalls geregelt wurde, dass die Berliner GSO-Einheiten einen Bezug zur Stadt im Einheitsnamen aufzuweisen hatten oder dieser durch Applikationen geregelt sein musste. Auch die Kurzform der Einheitsbezeichnung wurde in Schriftstücken noch mit Trennungspunkten gesetzt (G. S. O.), um vermutlich eine Unterscheidung zur damals noch gängigen und identischen Kurzform für den General Staff Officer zu verdeutlichen.
Die neue GSO Berlin (W.S.) wurde mit einer Gesamtstärke von 350 Mann in zwei Kompanien mit jeweils einer Stabsabteilung und vier Zügen aufgestellt, deren Angehörige mit eigens eingefärbter britischer Militärkleidung sowie Lang- und Kurzwaffen ausgestattet wurden. Sie entsprach nach Struktur und Organisation einer militärischen Einheit, auch wenn die Wachleute formal keine Soldaten, sondern deutsche Zivilbeschäftigte waren. Der Watchmen’s Service war als paramilitärische Einheit zudem eine Independent Unit (Unabhängige Einheit) der britischen Brigade, der keinem festen Regiment, sondern der British Garrison Admin Unit (BGAU), also der Verwaltungsabteilung der Stabsstelle, nachgeordnet war. Deren Leiter, zumeist ein Offizier im Range eines Majors, nahm somit die Stellung des Commanding Officer ein.
Standortkaserne der GSO Berlin (W.S.) wurde die Smuts Barracks im Berliner Ortsteil Wilhelmstadt des Bezirks Spandau. Dort übernahm die neue Einheit zunächst neun Gebäude, darunter den Kitcheners Block, den die Formation bis zu ihrer Demobilisierung 1994 nutzte. Sie war somit eine von nur zwei Einheiten, die bis zum Abzug der Alliierten ununterbrochen in Smuts Barracks stationiert war.
Bereits im Vorfeld stellte die Rheinarmee einen Stab aus ehemaligen Wehrmachtsoffizieren zusammen, der ab dem 16. November 1950 das Aufbaukommando der neuen Einheit bis zu deren formalen Indienststellung bildete.

### Mobilisierung am 1. Dezember 1950
Am 1. Dezember 1950 nahm sie ihren Dienst offiziell auf. Entsprechend einer internationalen militärischen Tradition erhielt auch die GSO Berlin (W.S.) mit „Mut und Wachsamkeit“ einen eigenen und bislang noch nicht im britischen Militär vergebenen Wahlspruch sowie die verliehenen Einheitsfarben Weiß und Grün, die zum einen für den alliierten Sieg über Deutschland und zum anderen für die Hoffnung auf Versöhnung zwischen Siegern und Besiegten standen.
Die Angehörigen des Watchmen’s Service erhielten eine sechswöchige Grundausbildung und führten militärische Ränge, die jedoch keine Ähnlichkeiten mit den Dienstgraden der Britischen Streitkräfte hatten. Die Bezeichnungen der Mannschaftsränge lehnten sich in Einzelfällen sogar an die des ehemaligen Reichsarbeitsdienstes an. Die Offiziere führten wiederum übliche britische Polizeidienstgrade.
Der Watchmen’s Service erhielt eine deutsche Einheitsführung bestehend aus dem Einheitsführer und dessen Stellvertreter. Erster Leiter wurde der frühere Wehrmachtsoffizier A. Meiners, der als Chief Superintendent zugleich einer der beiden Kompanieführer war. Aufgrund britischer Vorbehalte hatte Meiners jedoch keine Stellung als Officer Commanding inne, wie sie grundsätzlich üblich gewesen wäre. Die tatsächliche Führung, ebenfalls die der Quartiermeisterei und des Ausbildungswesens, oblag dem jeweiligen britischen Commanding Officer der BGAU. Dieser nahm zugleich die Position des British Supervisory Element ein, der die Interessen der Britischen Streitkräfte restriktiv umzusetzen hatte. Erst 1968 wurde diese Zuständigkeit von der des Kommandeurs getrennt.
Als Bewerber wurden ausschließlich deutsche Staatsangehörige zugelassen, die für sechs Wochen in den Smuts Barracks während der Grundausbildung kaserniert wurden. Die meisten „Männer der ersten Stunde“ wurden hierbei im Rahmen einer Maßnahme des Arbeitsamtes formal eingezogen und für ein Jahr verpflichtet. Dieser „freiwillige Zwang“ stand zunächst im Widerspruch zu den Anstellungsbedingungen der Deutschen Dienstorganisationen, welche das Prinzip der Freiwilligkeit beinhalteten, da diese offiziell einen zivilen und keinen militärischen Charakter aufwiesen.
Die Angehörigen der German Service Organisation genossen in Angelegenheiten, die im Zusammenhang mit der Dienstausübung standen, in Deutschland Immunität. In allen anderen Fällen unterlagen sie der britischen und der deutschen Gerichtsbarkeit und durften zudem ihren Wohnsitz nur in den westlichen Sektoren nehmen. Höchst abenteuerlich wirkte die erste Dienstbekleidung der neuen Truppe, die sogenannte Battledress Uniform, die vornehmlich aus eingefärbter britischer Militärkleidung einschließlich eines australischen Buschhutes bestand.

### Johannes Gohl wird Einheitsführer
1952 schied der bisherige Einheitsführer des Watchmen’s Service aus dem Dienst aus und wurde durch Johannes Gohl ersetzt, der erstmals den neuen Dienstgrad eines Staff Superintendent einnahm. Gohl war ehemaliger Major der Wehrmacht und trat bereits 1927 dem damaligen 100.000-Mann-Heer bei. Bekannt wurde er vor allem als jener Bataillonskommandeur, dem es 1944 gegen US-amerikanische Einheiten gelang, die militärisch relevante Höhe 327 bei Sagliano am Rubikon zurückzuerobern.
Gohl war zudem der erste Berliner GSO-Offizier, der die autonome Stellung eines Officer Commanding einnahm.
Ebenfalls 1952 erhielt die Einheit auf Initiative Gohls eine Hundestaffel mit zunächst zehn Tieren, die später auf 30 Hunde aufgestockt wurde. Die intern als Biters & Barkers (Beißer und Beller) bezeichneten Schutz- und Wachhunde blieben bis zur Demobilisierung der 248 German Security Unit ein festes Aushängeschild der Einheit, deren Hundeführer im Laufe der Zeit zahlreiche Auszeichnungen bei Internationalen Vergleichswettkämpfen, unter anderem beim Biathlonwettbewerb der Rheinarmee am Standort Sennelager gewonnen haben. Die Tiere waren rechtlich durch das Militär als Waffe und nicht als Hilfsmittel eingestuft, was auch Auswirkungen auf die Androhung eines Hundeeinsatzes gegen Personen hatte.
Organisatorisch wurden die Diensthunde in den einzelnen Zügen der Einheit eingesetzt und bildeten somit formal keinen selbstständigen Zug.
Im März 1955 wurde der Watchmen’s Service auf 156 Mann reduziert und eine komplette Kompanie aufgelöst, was im Einklang mit der Aufstellung der Bundeswehr einherging. Viele der bisherigen GSO-Angehörigen wanderten somit zur neuen deutschen Armee, aber auch zum ebenfalls neu aufgestellten Hilfspolizeiwachtdienst der Berliner Polizei ab.
Ein Jahr später trat zudem der Berliner Tarifvertrag zwischen der Brigade und den Zivilbeschäftigten in Kraft, um unter anderem Nachteile gegenüber den Soldaten auszugleichen, vor allem bei dem nicht gewährten zollfreien Einkauf hochsteuerbarer Waren. Durch den Vertrag wurden nunmehr die Angehörigen der German Service Organisation auch offiziell als Zivilbeschäftigte eingestuft und durften erstmals einen Betriebsrat als Arbeitnehmervertretung wählen. Weiterhin untersagt blieb jedoch das Organisieren in Gewerkschaften.
Ende der 1950er Jahre erfuhr der Watchmen’s Service einige Rückschläge, die sich bis in die 1960er Jahre auswirkten. Viele Angehörige wechselten zur Bundeswehr oder zur Polizei. Außerdem konnten einige Mitarbeiter, die sich im August 1961 im Ostteil der Stadt aufhielten, wegen der plötzlichen Abriegelung des sowjetischen Sektors und des sich anschließenden Baus der Berliner Mauer nicht mehr nach West-Berlin zurückkehren. Dieser Umstand führte dazu, dass vor allem der ebenfalls betroffene Öffentliche Dienst mit lukrativen Angeboten lockte und weitere Angehörige der Einheit abwarb. Erst Ende der 1960er Jahre gelang es wieder, mehr Einstellungen vorzunehmen. Gleichzeitig traf die britische Militärregierung weitere Maßnahmen, um die Attraktivität der Einheit zu steigern.

### German Service Unit (Berlin)
1968 wurde der bisherige Watchmen’s Service in German Service Unit (Berlin) umbenannt und diese zugleich in den Status einer Security Guard Unit, was in der militärisch-statusrechtlichen Zuordnung formal einer ordentlichen Wachpolizei entsprach, umgewandelt. Damit wurde der Einheit, die auch weiterhin als Independent Unit der BGAU unterstellt blieb, erstmals offiziell ein Polizeistatus innerhalb der Berliner Brigade eingeräumt.
Damit verbunden waren auch Anordnungskompetenzen für polizeiliche Maßnahmen. Hierzu gehörten insbesondere das Recht auf Erteilung von Platzverweisen, Identitätsfeststellungen, die Sicherstellung von Sachen sowie die Durchsuchung von Sachen und Personen – letzteres allerdings nur auf Anordnung. Darüber hinaus erhielten die GSU-Angehörigen das Recht zur Durchführung von Ingewahrsamnahmen, also im weitesten Sinne der vorläufigen Festnahme, welche bis dahin rechtlich nicht vorgesehen waren.
Mit der Statusänderung erhielten Teile der Mannschaftsränge ebenfalls neue Rangbezeichnungen, weil auch der Berliner Tarifvertrag eine solche Anhebung mit höheren Grundgehältern berücksichtigte. Somit wurden die Einheitsangehörigen, die bislang als Zivilbeschäftigte Angestellte (später: „ZB-Personal“) bezahlt wurden, nunmehr in die Gehaltsstufen des Zivilbeschäftigten Sicherheitspersonals als Angestellte (später: „ZS-Personal“) übergeleitet.
Zudem trugen die GSU-Angehörigen seit der statusrechtlichen Anhebung auch das als „Pfauenauge“ bezeichnete Abzeichen der Berlin Brigade an ihren Uniformen. Sie wurden somit erstmals auch nach außen als Bestandteil der britischen Streitkräfte gekennzeichnet.

### Wechsel an der Einheitsspitze
Im selben Jahr schied der bisherige Einheitsführer Johannes Gohl aus dem Dienst aus und trat in den Ruhestand. Ihm folgte Wolfgang Schiller nach, der noch 1945 zum Volkssturm verpflichtet wurde.
Weitere Änderungen ergaben sich in der Organisationsstruktur der German Service Unit (Berlin), die sich nunmehr vom Zug-Modell trennte und fünf Sektionen bildete. Sie verblieb weiterhin eine Independent Unit innerhalb der BGAU. Des Weiteren trennte die Britische Militärregierung das Amt des British Supervisory Element (BSE) von der Position des Kommandeurs. Der BSE hatte die vordringliche Aufgabe, die britischen Interessen restriktiv umzusetzen. Zudem fungierte er als trouble shooter, was für eine Verwendung als Krisenmanager und Vermittler steht. In der Praxis wurde der BSE aber oft nur als klassischer Verbindungsoffizier wahrgenommen. Der jeweilige Stelleninhaber war grundsätzlich ein Unteroffizier der Britischen Militärpolizei und stand, mit wenigen Ausnahmen, im Rang eines Warrant Officers Class 1.
In den 1970er Jahren entwickelte sich die Einheit zu einer modernen Wachpolizei und erhielt modifizierte Dienstbekleidung und arbeitsrechtliche Verbesserungen. Erstmals wurde es den Angehörigen der German Service Unit erlaubt, sich auch gewerkschaftlich organisieren zu dürfen.
Nachdem es mehrere Vorfälle und Sicherheitsprobleme auf dem Gelände der Villa Lemm gab, die bislang durch die Berliner Polizei geschützt wurde, ordnete die Britische Militärregierung an, diese Aufgabe auf die German Service Unit zu übertragen. Somit war die Einheit nunmehr seit der Amtszeit von David Scott-Barrett auch für den Schutz des britischen Stadtkommandanten, dessen Familie und Gäste zuständig.
Herausragend war diese Aufgabenübertragung insbesondere deswegen, weil der britische Stadtkommandant mindestens einmal jährlich auch Mitglieder der Königlichen Familie empfing, die sich aus Anlass der Abnahme der Queens Birthday Parade (Königliche Geburtstagsparade) auf dem Maifeld in Berlin aufhielten und während ihres Aufenthaltes in der Villa Lemm residierten. 1978 und 1987 hielt sich Königin Elisabeth II. persönlich als Gast in der Villa Lemm auf, die somit auch unter dem Schutz der Einheit stand.
Während die Residenzen des amerikanischen und des französischen Stadtkommandanten weiterhin durch die Berliner Polizei geschützt wurden, war die German Service Unit die einzige Deutsche Dienstorganisation der Alliierten, die mittelbar für den Schutz eines Stadtkommandanten und zeitweise auch für den Schutz eines Staatsoberhauptes mit verantwortlich war.
In den Folgejahren wurden der Einheit auch die Bewachungsaufgaben für die Residenz des Kommandeurs der Berliner Brigade im Ortsteil Charlottenburg, für den Britischen Offiziersclub sowie das NAAFI-Einkaufszentrum übertragen. Darüber hinaus war sie bereits seit dem ersten Staatsbesuch von Königin Elisabeth II in Deutschland, der die Monarchin 1965 auch nach Berlin führte, in Sicherungsmaßnahmen anlässlich der jährlichen Queens Birthday Parade auf dem Maifeld eingebunden.
Innerhalb der Berliner Brigade gewann die German Service Unit (Berlin) somit immer mehr an Bedeutung, was auch auf die in breiten Kreisen anerkannte Diensthundestaffel zurückzuführen war, die auf wichtigen Objekten mit einbezogen wurde und das Bild der Einheit prägte.

## Kompanie der Britischen Militärpolizei (1982–1994)
Am 1. April 1982 wurde die German Service Unit (Berlin) in das erneut aufgestellte 2. Regiment der britischen Militärpolizei eingegliedert und erhielt zum Oktober desselben Jahres die Bezeichnung 248 German Security Unit – 2 Royal Military Police, womit zugleich die Zeit als Independent Unit endete und die Einheit erstmals einem festen Regiment zugeordnet und einem Regimentskommandeur unterstellt wurde.
Innerhalb der britischen Militärpolizei bildete sie mit der 246 Provost Company und der 247 Provost Company die regulären Formationen des 2. Regiments in Deutschland. Darüber hinaus war die 248 German Security Unit nicht nur die einzige Kompanie innerhalb der gesamten britischen Militärpolizei, die sich aus Nicht-Briten rekrutierte, sondern mit durchschnittlich 250 Angehörigen zugleich auch die größte. Außerdem verfügte sie innerhalb des Regiments über den größten Bestand an Schusswaffen und Munition.
Trotz Anbindung behielt die Einheit jedoch ihre bisherige Uniformierung bei und wechselte lediglich ihr Barettabzeichen. Somit war eine äußere Zugehörigkeit zur Militärpolizei nicht wahrnehmbar, was auch mit statusrechtlichen Vorgaben zusammenhing. Zwar wurden Anfang der 1980er Jahre bereits Ansätze aufgegriffen, wonach die Angehörigen der 248 German Security Unit angeglichene Uniformen und Rangabzeichen sowie die traditionellen roten Barette der Royal Military Police erhalten sollten, jedoch wurden diese Vorhaben nie realisiert. Lediglich der Dienststellenleiter Wolfgang Schiller und dessen Vertreter Heinz Radtke wurden im Zuge der Eingliederung in die Militärpolizei, offiziell mit roten Baretten, Fangschnüren und Stable Belts ausgestattet.
Zugleich erhielt die 248 German Security Unit mehr rechtliche Kompetenzen. So waren deren Angehörige unter bestimmten Voraussetzungen zur Anwendung Unmittelbaren Zwanges gegenüber Personen berechtigt und konnten Maßnahmen des Sofortvollzugs durchführen.
In den Fokus der Öffentlichkeit rückte die Einheit für kurze Zeit auch nach dem Tod des ehemaligen Hitler-Stellvertreters Rudolf Heß am 17. August 1987. Dieser hatte sich als letzter Gefangener im Kriegsverbrechergefängnis Spandau, das unmittelbar an der Liegenschaft der Smuts Barracks angrenzte, das Leben genommen. Der Leichnam von Heß wurde im Anschluss zur Durchführung einer Obduktion in das British Military Hospital Berlin nach Berlin-Westend verbracht, bei dem es sich um ein temporäres Schutzobjekt der 248 German Security Unit handelte. In diesem Zusammenhang wurden die Schutzmaßnahmen der GSU und britischer Einheiten massiv erhöht und zudem durch Schützen, die auf den Dächern positioniert waren, zusätzlich ergänzt.
Neben ihrem regulären Wachdienst nahmen Angehörige der Einheit auch an simulierten Häuserkämpfen in der Übungsstadt Fighting City und an Manöverübungen teil, die inzwischen auch außerhalb Berlins durchgeführt wurden. Darüber hinaus wurde Ende der 1980er Jahre ein Liaison Platoon (Verbindungs-Zug) gebildet, dessen Angehörige mit britischen Militärpolizisten gemeinsame Besatzungen für die Funkstreifenwagen bildeten. Dieses einmalige Projekt wurde allerdings nach nur wenigen Monaten wieder aufgegeben, weil es der Einheit nicht möglich war, auf Dauer freies Personal zu stellen.
Als Reaktion auf die gestiegene Bedrohungslage im Zusammenhang des Zweiten Golfkrieges wurden 1990 mehrere qualifizierte Angehörige der 248 German Security Unit in einem Quick Reaction Team (Schnelle Eingreiftruppe) zusammengefasst, die eine Zusatzausbildung an Sonderwaffen erhielten und einem besonderen Infanterietraining unterzogen wurden.
Kurze Zeit später erhielten zudem alle Einheitsangehörigen ein Anti-Terror-Training, wofür die gesamte Einheit für eine Kalenderwoche aus dem Wachgeschehen herausgelöst wurde.
Bereits seit den 1980er Jahren wurden für die Angehörigen der Einheit mit deren Einstellung auch britische Militärdienstausweise ausgestellt, die bei einer Abteilung der Special Investigation Branch der Militärpolizei hinterlegt wurden. Die Britische Militärregierung ebnete somit eine Möglichkeit, wonach GSU-Angehörige in einem V-Fall freiwillig als aktive Soldaten in die britische Armee hätten wechseln können. Diese Regelung war jedoch nur dann vorgesehen, wenn beide Länder, also Großbritannien und Deutschland, den V-Fall ausgerufen und als Verbündete zum Einsatz gekommen wären. Mit der Wiedervereinigung Deutschlands 1990 entfiel diese Regelung ersatzlos.
In der zweiten Jahreshälfte 1989 wurden erstmals als Reaktion auf eine rückläufige Bewerberzahl Frauen im Wachdienst der 248 German Security Unit eingestellt. Kurze Zeit später ist auch britischen Staatsangehörigen, vornehmlich ehemaligen Soldaten, der Eintritt in die Einheit ermöglicht worden, sodass die Einstellungszahlen wieder stiegen.

### Deutsche Einheit und Demobilisierung
Mit dem Fall der Berliner Mauer am 9. November 1989 überschlugen sich die Ereignisse auch für die Angehörigen der 248 German Security Unit, nachdem sich in der Folgezeit das Ende der Präsenz der Alliierten in Deutschland abzeichnete.
Formal endete der bis dahin gültige Viermächte-Status sowie die Potsdamer Beschlüsse durch den Zwei-plus-Vier-Vertrag, der am 12. September 1990 in Moskau unterzeichnet wurde und am 15. März 1991 offiziell in Kraft trat. Mittelbar war auch der seit 1989 amtierende britische Stadtkommandant Robert Corbett an den Verhandlungen beteiligt, der Premierministerin Margaret Thatcher in Berlin-Fragen beriet.
Der Zwei-plus-Vier-Vertrag regelte im Zusammenhang militärischer Präsenz vor allem den Abzug der sowjetischen Streitkräfte bis 1994 und die Reduzierung der Stärke der Bundeswehr. Eine Aussage zu den west-alliierten Truppen gab es zunächst nicht. Allerdings wurde geregelt, dass Deutschland seine volle innere und äußere Souveränität zurückerhält und die Viermächte-Verantwortung in Bezug auf Berlin und Deutschland als Ganzes entfällt. Damit wurde zugleich das Ende der 248 German Security Unit erklärt.
Mit Vollendung der Deutschen Einheit am 3. Oktober 1990 wurde die Truppenstärke der Britischen Streitkräfte bereits reduziert. Nur wenige Tage später verabschiedete eine Formation der 248 German Security Unit den bisherigen Stadtkommandanten Robert Corbett, dessen Amtszeit formal am 2. Oktober um 24:00 Uhr endete. Während dieser Zeitphase verkündete der GSU-Dienststellenleiter Wolfgang Schiller in einer Part One Order das absehbare Aus für die 248 German Security Unit. Bemerkenswert bis heute bleibt, dass die Angehörigen der Einheit trotz allem ihren Dienst unbeirrt weiter verrichteten und den Wachbetrieb somit aufrechterhielten.
Im September 1992 wurde aufgrund der bereits angekündigten „Entlassung aus militärischen Gründen“ durch die Britischen Streitkräfte ein Sozialplan mit Abfindungssystem als Anreiz vorgelegt. Hiernach wurde grundsätzlich auch den Wachpolizisten ein Übergangsgeld als „Einkommensschutz“ zugesichert, dessen Höhe sich an den vorhandenen Dienstjahren orientierte, jedoch eine in vielen Fällen nicht unerhebliche Altersuntergrenze aufwies.
Im November 1993 erhielten die Angehörigen der Einheit schließlich ihre Kündigungsschreiben zum 30. September 1994.
Das Jahr 1994 stand somit für die 248 German Security Unit ganz im Zeichen des Abschieds. Zu Jahresbeginn absolvierten die letzten 12 Rekruten ihre Grundausbildung, die nur noch befristete Arbeitsverträge erhielten. Zum 1. April wurde das 2. Regiment der Royal Military Police aufgelöst, dem die Einheit seit 1982 angehörte. Zu diesem Stichtag verlor sie zwar ihre Regimentsnummer. Dennoch blieb die 248 German Security Unit Teil der Militärpolizei, wenngleich sie auch offiziell mit den verbliebenen Soldaten der 247 Provost Company, dem Royal Logistic Corps unterstellt wurde.
Am 7. April war die Einheit Teilnehmer der Disbandment Parade (Auflösungs-Parade) des bisherigen 2. Regiments im Britischen Hauptquartier am Berliner Olympiastadion. Einen Monat später, am 6. Mai, nahm eine Formation der Militärpolizei einschließlich der 248 German Security Unit nochmals ihr 1990 verliehenes Ehrenrecht Freedom of Tiergarten in Anspruch und hielt im zum Britischen Sektor gehörenden Bezirk Tiergarten eine Abschiedsparade ab. Bei dieser Gelegenheit wurde das gesamte ehemalige Regiment mit dem Fahnenband des Landes Berlin ausgezeichnet, das durch Sozialsenator Thomas Krüger überreicht wurde.
Schließlich gehörte die 248 German Security Unit auch zu jenen Formationen, die am 18. Juni 1994 an der 27. und zugleich letzten Alliierten-Parade teilnahmen, mit der sich die Soldaten von Berlin verabschiedeten.
Die Berliner Brigade gab bereits Ende 1993 bekannt, dass mit Ablauf des Monats September 1994 die Britischen Streitkräfte aus Berlin abgezogen werden. Lediglich ein geringes Restkontingent, organisiert in der gebildeten British Residual Interest Organisation (BRIO), verblieb in der Stadt, um die letzten Liegenschaftsübergaben und anderes Verwaltungshandeln bis Mitte Dezember 1994 abzuwickeln.
Um auch den Schutz während der letzten Monate abzudecken, bildete BRIO eine 58-köpfige Security-Einheit (BRIO Security), deren Aufbaustab sich im August 1994 organisierte und sich zum 1. Oktober 1994 aus bisherigen Wachpolizisten der 248 German Security Unit rekrutierte.
Die GSU selbst trat am 29. September 1994 letztmals zum Tagesdienst an und erschien einen Tag später zum Auskleiden in den Smuts Barracks. 
Mit dem 30. September 1994 zogen formal die britischen Verbände aus Berlin ab. Die 248 German Security Unit gehörte somit zu jenen Einheiten, die ihren Dienst am Tag des Abzugs beendeten. Sie war zudem die letzte langfristig aufgestellte Deutsche Dienstorganisation mit Sicherungsaufgaben der Alliierten in Berlin, die nach exakt 16.100 Tagen, bzw. 44 Jahren und 29 Tagen, demobilisiert wurde.
Bereits in der Nachtschicht vom 29. auf den 30. September wurden die letzten sechs Wachobjekte durch Angehörige der BRIO Security beschützt, deren Männer ihren Dienst allerdings unbewaffnet verrichteten. Sie waren ebenfalls zugegen, als am 15. Dezember 1994 die letzten beiden Objekte, unter ihnen Alexander Barracks, an das Bundesvermögensamt der Oberfinanzdirektion Berlin übergeben wurden.
Zuvor wurde der letzte Union Jack durch Männer der BRIO Security eingeholt, was als Hommage seitens der Britischen Streitkräfte gedeutet wurde.
Bis heute wird mit Achtung darauf hingewiesen, dass es während der gesamten Aufstellungszeit der 248 German Security Unit keine gezielte Schussabgabe auf Personen gab, die zu Verletzungen oder zum Tod geführt haben.

## Applikationen und Dienstgrade
Die 248 German Security Unit führte in ihrer fast 44-jährigen Geschichte durchgängig dieselben Rangabzeichen, allerdings wurden einige, abhängig von der jeweiligen Aufbauorganisation und den Dienstgradtiteln, unterschiedlich zugeordnet bzw. ergänzt. 1978 wurden zudem erstmals Dienstauszeichnungen verliehen, deren Vergabe und Trageweise sich an die Regularien der Britischen Streitkräfte (Long Service Good Conduct) anlehnten.
Mit ihrer Statusänderung 1968 führte die German Security Unit das als Pfauenauge bezeichnete Abzeichen der Berliner Brigade. Als 1983 der damalige Stadtkommandant Bernard Gordon-Lennox den britischen Soldaten anordnete, das Brigadeabzeichen von den Uniformen zu entfernen, war die GSU schließlich die einzige Einheit, die das Pfauenauge weiterhin an der Dienstkleidung führte.
Historiker vermuten, dass Gordon-Lennox, der sein Amt gerade erst angetreten hatte, ein Gegner des offenen Führens von Truppenkennzeichnungen war.

## Kritik

### Nationale Identität
Die Angehörigen der 248 German Security Unit standen mit den anderen Zivilbeschäftigten der Deutschen Dienstorganisationen über Jahre unter gesellschaftlicher Kritik, mit dem Vorwurf, im eigenen Land unter „fremder Flagge“ zu dienen. Dieser Vorhalt, der letztlich auch durch den ersten Standortkommandanten der Bundeswehr in Berlin, Brigadegeneral Hasso Freiherr von Uslar-Gleichen, erhoben wurde, war vor allem deshalb inhaltlich widersprüchlich, weil es sich insbesondere bei der GSU um keine britische Einheit, sondern um eine deutsche bei den Britischen Streitkräften handelte, die darüber hinaus mit einem stets preußisch geprägtem Uniformstil ausgestattet war. Zudem wurden die Angehörigen der Deutschen Dienstorganisationen ausschließlich durch eigene und keine ausländischen Steuergelder finanziert, deren Abwicklung in Berlin zunächst durch das Landesamt für Besatzungslasten und später durch das Landesamt für Verteidigungslasten durchgeführt wurde.
Ab August 1994 erfolgte die Betreuung zentral durch das Amt für Verteidigungslasten in Birkenfeld.

### Außenwirkung
Nicht selten wurde der Vorwurf der Willkür gegen die Wachpolizisten erhoben, weil diese ihren Vorschriften entsprechend Personen kurzzeitig festsetzen, Absperrungen vornahmen oder gegen das Fotografieren in Richtung der Militärliegenschaften vorgingen. Auch Berliner Zeitungen griffen solche Vorhalte auf, obwohl diese in den meisten Fällen falsch dargestellt und durch die zuständigen britischen Militärbehörden zurückgewiesen und widerlegt wurden.
Mindestens bei einer Gelegenheit wurde die Einheit entgegen geltendem Recht eingesetzt, als sie im April 1966 nach dem Absturz einer sowjetischen Jak-28 in den West-Berliner Stößensee zu Absperrmaßnahmen herangezogen wurde und offiziell als Teil einer britischen Kompanie zum Einsatz kam. Aufgrund dieser rein inner-alliierten Situation war die Hinzuziehung einer Deutschen Dienstorganisation jedoch aufgrund des Viermächte-Status unzulässig.
1984 erhielt die Dienststellenleitung eine Komparse-Anfrage für die Dreharbeiten der britischen Produktion Wildgänse 2, die 1985 in die Kinos kam. Einige Einstellungen wurden vor dem Summit House am Theodor-Heuss-Platz in Berlin-Charlottenburg vorgenommen, das zu den Schutzobjekten der GSU gehörte. Den Angehörigen wurde jedoch, vermutlich wegen des Filminhalts um die fiktive Befreiung von Rudolf Heß, die Beteiligung an dem Filmprojekt untersagt.

### Angleichung an Öffentlichen Dienst
Während der gesamten Aufstellungszeit der 248 German Security Unit stand immer wieder die Diskussion des „zivilen Charakters“ im Fokus der Beschäftigten, die ihren Dienst als Angehörige der Britischen Streitkräfte in Uniform und mit Bewaffnung versahen. Forderungen des Betriebsrates sowie der Gewerkschaft Öffentliche Dienste, Transport und Verkehr (ötv), der komba und der Deutschen Angestellten-Gewerkschaft, die GSU-Angehörigen vollwertig an den Öffentlichen Dienst anzugleichen, wurden verwehrt. Auch eine formale Eingruppierung in den Bundes-Angestelltentarifvertrag kam nicht zustande, was durch Vorbehalte der Berliner Verwaltung scheiterte. Dies steht allerdings auch im Widerspruch zum Verwaltungshandeln der deutschen Behörden, die den Status des Öffentlichen Dienstes verwehrten aber Rechtsgrundlagen wie das Bundespersonalvertretungsgesetz (z. B. bei der Vollziehung der Kündigungen zum 30. September 1994) anwandten.
Sehr unterschiedlich bewerteten deutsche Behörden, in die ausgeschiedene GSU-Angehörige wechselten, die Vor-Dienstzeiten bei der 248 German Security Unit, die zum Teil voll als Öffentlicher Dienst anerkannt wurden und somit auch pensionsrechtliche Auswirkungen hatten. Die britischen Militärbehörden griffen in diese Diskussion nicht ein und führten die Mitarbeiterinnen und Mitarbeiter der Deutschen Dienstorganisationen aufgrund der Vereinbarungen des Viermächte-Status als Zivilbeschäftigte. Diese Vorgaben wurden detailliert eingehalten, so dass auch GSU-Dienststellenleiter Wolfgang Schiller, der im April 1978 durch Königin Elisabeth II mit der Ordensstufe Member of the Order of the British Empire ausgezeichnet wurde, diese nur in ziviler Ausführung erhielt.

### Alliierten-Parade
Die Angehörigen der Deutschen Dienstorganisationen bei den West-Alliierten nahmen bis 1994 grundsätzlich nicht an der offiziellen Alliierten-Parade in Berlin teil, weil sie im Sinne des Viermächte-Status formal kein Teil der Besatzungsmächte bildeten. Einzig die US-amerikanische Brigade band in den 1960er Jahren das damalige 6941st Labor Service Center (später: 6941st Guard Battalion), bei dem es sich ebenfalls um eine Deutsche Dienstorganisation handelte, in eine Parade mit ein. Dies führte zu einer Protestwelle der sowjetischen Besatzungsmacht, woraufhin es zunächst bei dieser einmaligen Aktion blieb.
Mit Inkrafttreten des Zwei-plus-Vier-Vertrages endete der Viermächte-Status und das alliierte Vorbehaltsrecht. Aus diesem Anlass entschlossen sich die britischen Stellen, die 248 German Security Unit bei der letzten Alliierten-Parade am 18. Juni 1994 mitmarschieren zu lassen. Das 6941st Guard Battalion war zu diesem Zeitpunkt bereits demobilisiert.

### Grundwehrdienst bei der Bundeswehr
Mit Vollendung der Deutschen Einheit am 3. Oktober 1990 entfiel für die im bisherigen West-Berlin lebenden Männer die Befreiung vom Grundwehrdienst. Weiterhin nicht zur Bundeswehr eingezogen wurden Polizeivollzugsbeamte des Bundes und des Landes Berlin sowie die Angehörigen der damaligen Berliner Wachpolizei, die allesamt formal ihren „Dienst an der Waffe leisteten“. Seitens der britischen Militärbehörden wurde mehrfach versucht, auch für die Angehörigen der 248 German Security Unit eine Befreiung zu erreichen, um den Schutz ihrer Objekte nicht durch plötzlichen Personalverlust zu gefährden. Dieser Antrag wurde jedoch durch die deutschen Stellen negiert, womit die infrage kommenden Einheitsangehörigen künftig auch ihren Grundwehrdienst bei der Bundeswehr abzuleisten hatten.

### Verbleib der Diensthunde
1994 befanden sich von den ursprünglich 30 Diensthunden nur noch 13 bei der 248 German Security Unit im Einsatz, die formal als Waffe eingestuft waren. Mit Abwicklung der Einheit wurden die Tiere an den niedersächsischen Standort Sennelager zurückgeführt, wo geeignete Hunde für Weiterverwendungen innerhalb der Britischen Streitkräfte ausgesucht wurden. Da eine Abgabe an Dritte insbesondere wegen der potentiellen Gefährlichkeit der ausgebildeten Tiere nicht möglich war, wurden die als nicht geeignet betrachteten Vierbeiner eingeschläfert. Der Versuch einzelner Hundeführer, ihre Tiere abzukaufen und zu übernehmen, scheiterte. Wie viele Hunde letztlich getötet wurden, ist nicht überliefert.

### Verhalten der deutschen Behörden
Ab 1993 gab es in den Diensträumen der 248 German Security Unit zahlreiche Veranstaltungen, in denen seitens des Berliner Senats, aber auch der Bundeswehr und der Polizei mehrfach die Möglichkeit einer Übernahme zugesichert wurde. Die Berliner Polizei wollte auf diese Weise vor allem ihre mit Objektschutzaufgaben betraute Wachpolizei mit qualifizierten Mitarbeitern auffüllen. Letztlich wurden die getätigten Zusagen der verschiedenen Stellen nicht eingehalten. Dieses Verhalten wurde am 1. Juli 2011 durch den früheren Bezirksbürgermeister von Berlin-Tiergarten Wolfgang Naujokat wiederholt kritisiert. Naujokat hatte 1994 mehrfach versucht, die Senatsstellen zum Einhalten des gegebenen Wortes zu drängen. Auch der frühere Regierende Bürgermeister Eberhard Diepgen bezeichnete im September 2014 das damalige Verhalten als Schande. Unter Kritik stand vor allem der Umstand, dass für die sowjetischen (ab 1990 russischen) Zivilbeschäftigten ein Weiterbeschäftigungskonzept in den Zusatzbestimmungen des Einigungsvertrages vom 31. August 1990 geschaffen wurde, während die Zivilbeschäftigten der West-Alliierten unberücksichtigt blieben. Als eine Folge des Behördenversagens wird auch bewertet, dass einzelne frühere GSU-Angehörige keine persönliche Zukunft für sich sahen und den Freitod wählten.

### Veteranen-Status
Den ehemaligen Angehörigen der 248 German Security Unit wird der Status eines Veteranen derzeit durch das britische Verteidigungsministerium nicht offiziell zuerkannt, jedoch die Titelführung wohlwollend geduldet. Im Gegensatz zur Bundesrepublik Deutschland, in der es seit den ersten Kriegseinsätzen im Ausland wieder offizielle Kriegsveteranen gibt, wird in Großbritannien nur jeder einsatzerfahrene Soldat als Kriegsveteran, jeder nicht-einsatzerfahrene als Militärveteran bezeichnet. Gegenwärtige Rechtsauffassung des britischen Verteidigungsministeriums ist jedoch, dass es sich bei dem Kalten Krieg um keinen offiziell erklärten Krieg gehandelt hat, der eine solche Anerkennung rechtfertigen könnte. Historiker vermuten hinter der Auffassung Londons eine befürchtete Welle von Forderungsklagen, die allerdings für deutsche Zivilbeschäftigte durch das Viermächte-Abkommen grundsätzlich schon immer ausgeschlossen waren.

### Darstellung in Medien und Literatur
In nahezu sämtlichen Filmberichten und Fachbüchern der Gegenwart wird die Rolle der 248 German Security Unit eher lückenhaft oder in Gänze falsch dargestellt. Zumeist wird sie auf ihre ursprünglichen Wachaufgaben reduziert und die Organisationsformen sowie deren Einheitsnamen verwechselt oder den einzelnen Zeitphasen falsch zugeordnet. Hierdurch wird insbesondere deren Status als Bestandteil der Berlin-Brigade und zusätzlich, ab 1982, auch der Royal Military Police, historisch unterschlagen.
Nicht selten wird auch das Aufstellungsdatum der 248 German Security Unit fälschlicherweise mit dem Einmarsch der ersten britischen Truppenteile in Berlin im Juli 1945 gleichgesetzt.

## Wahrnehmung in der Gegenwart

### Erinnerungskultur
Im Rahmen der Traditionspflege und einer gesunden Erinnerungskultur an die Zeit des Kalten Krieges, treten immer wieder, neben tatsächlichen Veteranen, auch ehemalige Einheitsangehörige der 248 German Security Unit während offizieller Anlässe in historischen GSU-Uniformen auf. Dies wird seitens der britischen Regierung und des Militärs grundsätzlich begrüßt, jedoch an dieselben Bedingungen geknüpft, wie sie auch für Veteranen gelten. So ist das Tragen von Uniformen, die das ehemalige britische Brigadeabzeichen aufweisen, bei öffentlichen Veranstaltungen genehmigungspflichtig und ausschließlich früheren Einheitsangehörigen vorbehalten. Zudem gibt es Vorgaben zum äußeren Erscheinungsbild, jedoch keine zum geführten Dienstgrad, da Eingruppierungen zur aktiven Aufstellungszeit nicht durch britische Stellen, sondern ausschließlich durch die Dienststellenleitung im Rahmen des verfügbaren Kontingents vorgenommen wurden. Einzige Ausnahme bildete die Position des Einheitsführers, deren Besetzung nur mit Zustimmung britischer Militärstellen erfolgte.
Im Januar 2020 haben das britische Verteidigungsministerium und die Britische Botschaft in Berlin erstmals eine offizielle Tragegenehmigung für einen ehemaligen Einheitsangehörigen erteilt.
Im September 2014 wurde die frühere Einheit aus Anlass des 20. Jahrestages ihrer Demobilisierung mit der Ehrentafel der German Security Unit geehrt, die am früheren Kompaniegebäude enthüllt wurde, das aktuell als Gymnasium der Wilhelmstadt Schulen dient. An der Zeremonie nahmen auch Vertreter der Britischen Botschaft und des Bezirksamts von Berlin-Spandau teil.
Sämtliche mit Sicherheitsaufgaben betrauten Deutschen Dienstorganisationen der US-amerikanischen und Britischen Streitkräfte in Berlin wurden am 1. Dezember 2015 mit der Plaque of Honour geehrt, die auf dem Gelände des AlliiertenMuseums im Ortsteil Dahlem durch dessen damalige Direktorin Gundula Bavendamm enthüllt wurde.

### Vereinsarbeit
Die Traditionspflege der ehemaligen Einheit wurde seit deren Gründung im April 2010 zunächst durch die Kameradschaft 248 German Security Unit wahrgenommen, die sich als ein in Berlin eingetragener Verein vornehmlich aus ehemaligen Angehörigen der Wachpolizei rekrutierte.
Mit Ausstellungen und Publikationen wurde nicht nur das Wirken der Einheit, sondern auch das der Britischen Streitkräfte näher gebracht. Hierbei arbeitete der Verein temporär auch mit Behörden, Organisationen und Einzelpersonen zusammen, darunter mit der Britischen Botschaft in Berlin, dem Bezirksamt Spandau und dem AlliiertenMuseum.
Auch die ehemaligen Regierenden Bürgermeister Eberhard Diepgen, Walter Momper, Klaus Wowereit und Michael Müller, die früheren Bezirksbürgermeister Wolfgang Naujokat, Konrad Birkholz, Christian Hanke und Helmut Kleebank sowie zahlreiche ehemalige Militärs und das britische Verteidigungsministerium unterstützen bereits das Wirken der Vereinigung. Ein herausragendes Ereignis war das Zusammentreffen zwischen Vereinsvorstand und dem damaligen britischen Außenminister Jeremy Hunt im Juli 2018.
Seit 2010 bestand zudem eine Kooperation mit den Wilhelmstadt Schulen im Berliner Ortsteil Wilhelmstadt, die nahezu die gesamte Liegenschaft der ehemaligen Smuts Barracks übernommen haben, die von 1950 bis 1994 Standortkaserne der 248 German Security Unit war. Seit Oktober 2018 ist das vormalige Militärgelände auch postalischer Sitz des Vereins.
Zudem gehörte der Verein von 2013 bis 2018 zu den offiziellen Teilnehmern der Feierlichkeiten des jährlichen Remembrance Sunday auf der Liegenschaft des britischen Militärfriedhofs in Berlin-Westend.
In Kritik geriet der Verein ab Januar 2020, nachdem es dem Zeitzeugenprojekt GSU History gelungen war, das bislang falsch dargestellte Unterstellungsverhältnis der vormaligen 248 German Security Unit vor 1982 aufzuklären und zu korrigieren. Bis heute beharrt der Verein jedoch auf seine Version und widersetzt sich einer durch frühere Militärangehörige und Historiker widerlegte Darstellung.
Seit Ende 2018 tritt der Verein durch dem Geschichtserhalt unmittelbar dienende Aktionen kaum noch in Erscheinung. Selbst der 25. Jahrestag der Demobilisierung der Einheit am 30. September 2019 sowie deren 70. Aufstellungstag am 1. September 2020 blieben letztlich unerwähnt.

### Zeitzeugenprojekt
Im Februar 2019 wurde das Zeitzeugenprojekt GSU History ins Leben gerufen, das inzwischen durch einen großen Behörden- und Personenkreis unterstützt wird. Insbesondere arbeitet das Projekt mit Zeitzeugen und mit Protagonisten der früheren Einheit zusammen. Gegenüber offiziellen Bedarfsträgern, insbesondere dem AlliiertenMuseum, fungiert GSU History inzwischen als fester Ansprechpartner bei Fragen zur Geschichte der ehemaligen German Security Unit.
Das Projekt verzahnt die Erinnerungen ehemals politisch und militärisch Verantwortlicher mit den Erlebnissen von Einheitsangehörigen sowie geschichtliche Umstände, die direkt oder indirekt Einfluss in die Entwicklung der Dienststelle nahmen und erhält auf diese Weise auch deren Einzelschicksale und Lebensgeschichten.
Im Rahmen des Projektarbeit werden vordergründig Interviews mit den relevanten Personen durchgeführt, darunter mit dem früheren Stadtkommandanten Robert Corbett und Heinz Radtke (1925–2023), der die Hundestaffel der GSU führte und als Chief Superintendent stellvertretender Einheitsführer war. Zudem werden Auswertungen wissenschaftlicher, behördlicher und militärischer Unterlagen vorgenommen. Bereits im Januar 2020 gelang es im Rahmen einer Recherche, das bis dahin falsch dargestellte Unterstellungsverhältnis der Einheit vor 1982 mithilfe von Historikern und Zeitzeugen zu klären und korrigiert darzustellen.
Bei GSU History werden erstmals auch die politischen Ereignisse der 1940er Jahre bewusst mit einbezogen, in denen bereits die Grundlagen für den Aufbau späterer Alliierter Dienstgruppen geschaffen wurden.
Ein Schwerpunkt des Zeitzeugenprojekts liegt in der Recherche von Biografien ehemaliger Einheitsangehöriger und anderen historisch relevanten Personen. Zwar proportional nicht haltbar, so bildeten die früheren Wachpolizisten in ihrer Gesamtheit einen etwaigen Querschnitt der Gesellschaft. Eine Untersuchung ergab, dass im Aufstellungszeitraum der Einheit zwischen 1950 und 1994 etwa 5.000 Personen bei der 248 German Security Unit beschäftigt waren.
Ein Großteil der früheren Mitarbeiter kehrte in seine Lehrberufe zurück oder verblieb im Bereich der Sicherheitsbranche. Andere wechselten in den Öffentlichen Dienst oder haben ein grundständiges Studium, in Einzelfällen ein Hochschulstudium absolviert. Unter den früheren GSU-Angehörigen finden sich zudem auch Unternehmer, Berufsoffiziere, Bezirkspolitiker und mehrere Buchautoren wieder. Zu den bekanntesten ehemaligen Einheitsangehörigen gehörten neben Johannes Gohl auch der Erprobungsflieger der Wehrmacht Ernst Voigt und der Unternehmer und Personenschützer Horst Pomplun.
Im September 2020 würdigte das Zeitzeugen-Projekt GSU History die ehemalige Einheit aus Anlass des 70. Jahrestages der Aufstellung.

## Auszeichnungen und Ehrungen
- 25 Years Long Service Good Conduct Award (1975)
- Freedom of Tiergarten (1990, als Regimentsauszeichnung)
- Fahnenband des Landes Berlin (1994, als Regimentsauszeichnung)
- 40 Years Long Service Good Conduct Award (1990)
- Ehrentafel der German Security Unit (2014)
- Plaque of Honour (2015)